# Снопок Новый
Снопок Новый — посёлок в Московской области России. Входит в Орехово-Зуевский городской округ. Население — 962 чел. (2010).

## География
Посёлок Снопок Новый расположен в северной части Орехово-Зуевского района, примерно в 9 км к юго-востоку от города Орехово-Зуево. Высота над уровнем моря 120 м. В посёлке 2 улицы — Центральная и Садовая, к посёлку приписано 26 СНТ. Ближайший населённый пункт — посёлок Снопок Старый.

## История
Образован в советское время, на карте 1941 года отмечен как Снопки.
До муниципальной реформы 2006 года посёлок входил в состав Верейского сельского округа Орехово-Зуевского района. До 2018 года входил в состав сельского поселения Верейское.

## Связь
Услуги телефонной связи и доступ в Интернет предоставляют операторы Ростелеком и Кредо-Телеком.

## Население
По переписи 2002 года в посёлке проживало 815 человек (353 мужчины, 462 женщины).
| 2002 | 2006 | 2010 |
| ---- | ---- | ---- |
| 815  | ↗965 | ↘962 |